# Jettatore
Ein Jettatore (Ausspr.: iettatore) ist nach neapolitanischem und sizilianischem Volksglauben ein Mensch, meist ein Mann, der Unglück bringt, ohne selbst zwangsläufig böse zu sein. Ihm wird nachgesagt, den Bösen Blick und den Fluch der Jettatura (die Gabe selbst) zu besitzen. Gerät eine Person in den Ruf eines Jettatore, wird sie zunehmend isoliert, verliert Freunde und Kontakte, oft das gesamte soziale Umfeld.
Jettatori und Jettatrici stammen nach dem Volksglauben stets aus der bourgeoisen Schicht, sie sind Intellektuelle, Anwälte, Ärzte etc. In ihrer Weltanschauung verbinden sie angeblich Aufgeklärtheit mit Aberglauben. Das Aussehen der vermeintlichen Unglücksbringer ist oft ein langer, schlaksiger Körperbau, mit bleichen, scheuen Augen und einer langen Nase.
Gegen die unheilvolle Macht der Jettatori nützen harte, spitze, gerade Gegenstände wie Nägel, Korallen, der ausgestreckte Mittelfinger, die Mano cornuta, der Phallus. Es wird erzählt, der berühmte kommunistische Parteichef Palmiro Togliatti habe immer einige Eisennägel in der Tasche getragen. Auch das Rote Horn (it:Corno) tragen viele Bewohner bei sich, um vor der Jettatura geschützt zu sein.

## Auswirkungen
- Der italienische Sänger Marco Masini wurde 2001 ebenfalls als Jettatore bezeichnet und reagierte äußerst depressiv.[3]
- Der Sängerin Dalida haftete gegen Ende ihres Lebens dieser zweifelhafte Ruf an.
- Papst Pius IX. galt wie sein Nachfolger Leo XIII. als Jettatore, da in deren Amtszeit viele Kardinäle starben.[4]
- Der VW-Konzern benannte sein Produkt VW Jetta in Italien aus Gründen der Namensgleichheit mit Jettatore einfach in Golf um.[5]
- In ihrem Buch Die Wunder des Antichrist schildert Selma Lagerlöf unter anderem, wie eine Christusstatue von einem Jettatore den Bösen Blick aufnimmt.